# Bazylika św. Anny w Lubartowie
Bazylika mniejsza św. Anny w Lubartowie – świątynia zbudowana w stylu barokowym w latach 1733–1738, wg projektu Pawła Antoniego Fontany. Fundatorem kościoła był Paweł Karol Sanguszko.  

## Historia
Budowniczym Fary Lubartowskiej był Tomasz Rezler. Konsekracji świątyni dokonał biskup żmudzki Józef Michał Karp w 1738 roku. Kościół był wielokrotnie odnawiany, w szczególności zaś po pożarze z 1792 roku, kiedy częściowo spłonął. Fasadę kościoła ozdabiają dwie wieże z hełmami oraz elewacja z pilastrami i gzymsami. Portal wejściowy z 1738 roku jest wykonany został z czarnego marmuru dębnickiego z jasnymi elementami wykonanymi z dolomitu. Portal jest rozbudowany architektonicznie, wsparty na dwóch kolumnach z wysuniętym i gierowanym gzymsem, zwieńczony wolutami z kartuszem pośrodku, na którym wykuto napis odnoszący się do fundacji przez Pawła Sanguszkę.

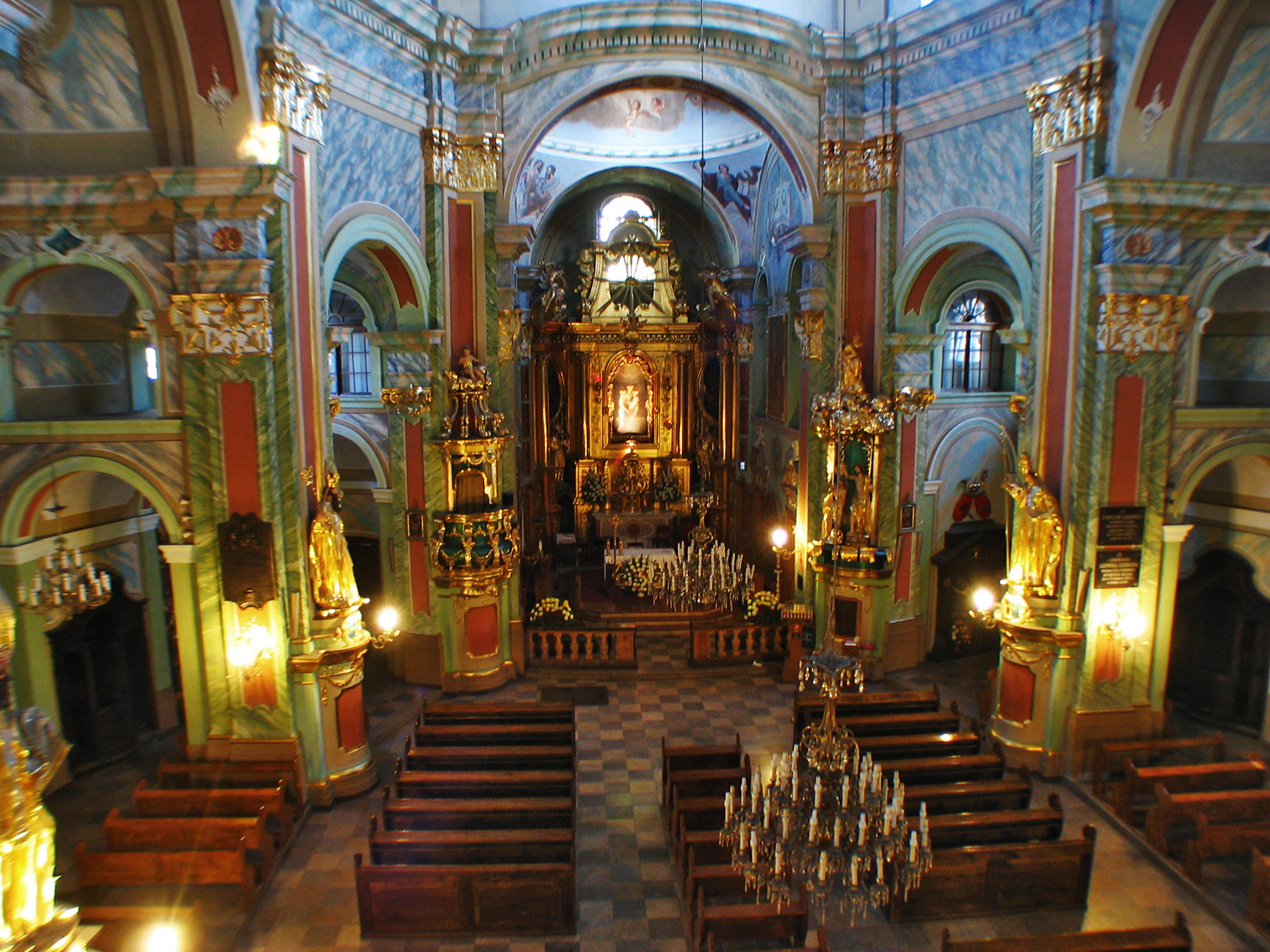
Lubartów, wnętrze Bazyliki pw. św. Anny

We wnętrzu liczne zaokrąglenia, filary i witraże wzbogacają grą światła. Ośmioboczna nawa środkowa, nakryta załamanym dachem zwraca szczególną uwagę w późnobarokowej bryle świątyni. Na ową nawę otwierają się arkady naw bocznych, których przęsła są połączone oryginalnymi górnymi prześwitami. W prawej nawie znajduje się epitafium z sercami fundatora (Pawła Karola Sanguszki) i jego żony – Barbary z Duninów Sanguszkowej. 
Od 26 lipca 2008 kościół posiada godność bazyliki mniejszej, co zawdzięcza wieloletnim staraniom księdza prałata Andrzeja Tokarzewskiego oraz arcybiskupa Józefa Życińskiego.

## Organy
Na murowanym chórze muzycznym umiejscowione są organy piszczałkowe, które zbudowane zostały w 1742 roku. Instrument ten posiada prospekt składający się z trzech wież piszczałkowych, środkowa wielka i dwie boczne małe oraz dwóch płaszczyzn piszczałkowych między wieżami. Pierwotnie w organach traktury gry i rejestrów były mechaniczne, a stół gry był wbudowany z lewej lub z prawej strony szafy (ze względu na remonty jest to trudne do ustalenia). W 1928 roku został przeprowadzony remont i praktycznie przebudowa tego instrumentu przez Antoniego Homana. Wtedy to traktury mechaniczne zostały zastąpione pneumatycznymi i został zbudowany kontuar, 2 manuały + pedał, centralnie pod środkową wieżą tak, że grający siedzi przodem do ołtarza. Obecnie organy posiadają 15 głosów: manuał I - 8; manuał II - 4; pedał - 3, a dyspozycja obowiązuje od 1988 roku. Organy zasilane są sprężonym powietrzem z miecha umiejscowionego po lewej stronie instrumentu (patrząc od ołtarza głównego), do którego to z kolei powietrze tłoczy dmuchawa elektryczna znajdująca się w południowej wieży świątyni.

## Dzwonnica i dzwony
Na terenie placu bazyliki, dokładnie w jej południowo-zachodniej części, znajduje się wolno stojąca dzwonnica. Jest ona zbudowana w stylu barokowym, tak jak i parkan, a zapis o jej wymurowaniu pochodzi z 23 lutego 1748 r. Obecnie w dzwonnicy wiszą trzy dzwony: duży - św. Anna z 1984 roku; średni - św. Michał z XVIII w. (odlany w 1748 r. i przelany w 1927 r.); mały - Jan Paweł II z 1985 roku. W 2016 roku wszystkie trzy dzwony zostały poddane gruntownej renowacji oraz zostały zainstalowane nowe napędy, trójfazowe silniki liniowe. Renowacja została przeprowadzona na skutek decyzji, którą podjął proboszcz tej parafii, ks. dziekan Andrzej Juźko, z powodu pogarszającego się stanu technicznego dzwonów. Na terenie bazyliki znajdują się ponadto jeszcze dwa małe dzwony. Pierwszy z nich to sygnaturka, która jest zawieszona w małej wieżyczce, znajdującej się na granicy nawy głównej i prezbiterium świątyni. Drugi natomiast, to dzwon, który znajduje się z tyłu południowej wieży zegarowej. Obecnie jest on nieczynny, lecz dawniej służył do wybijania godzin.

## Galeria

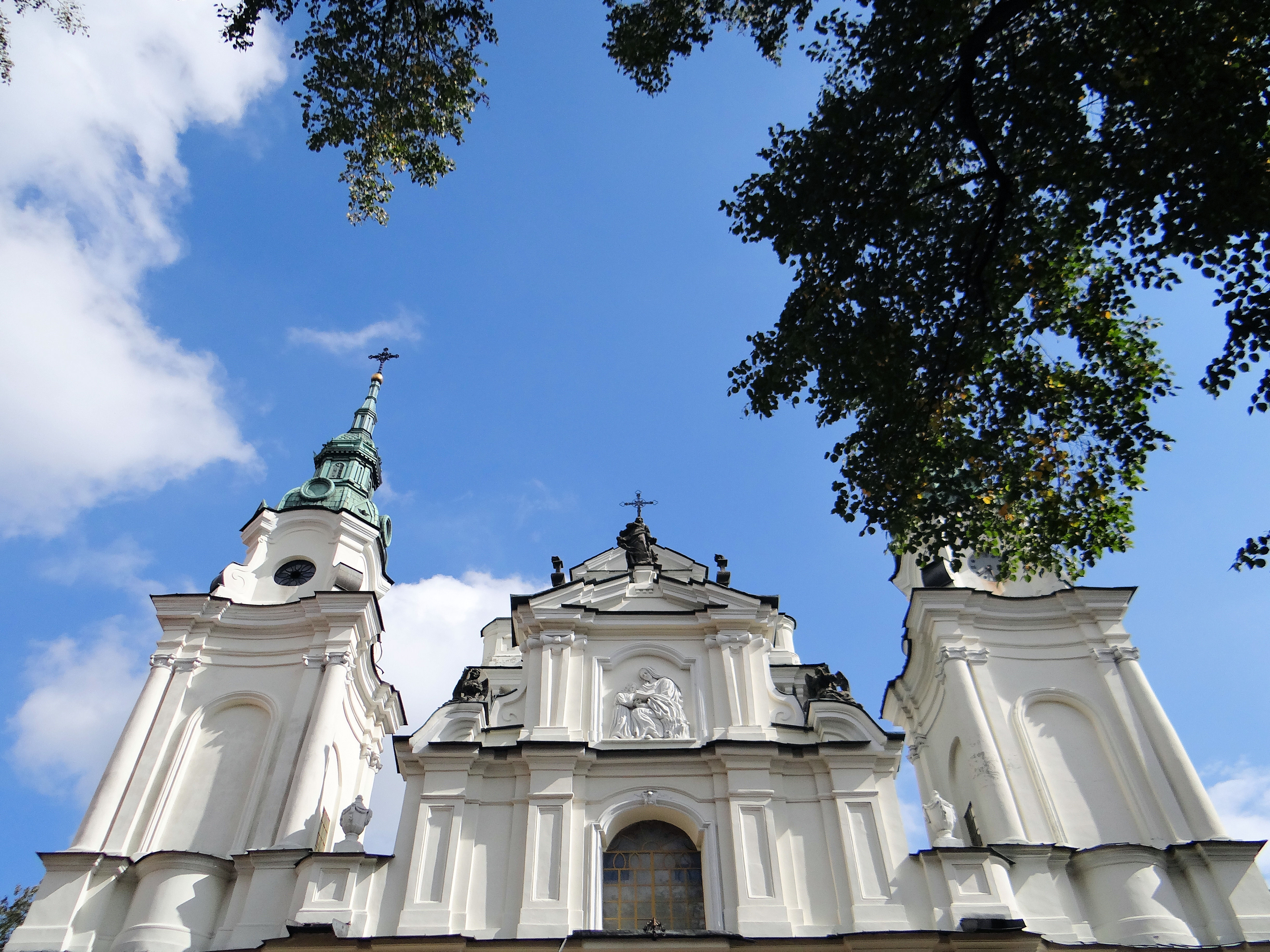
Fragment frontonu
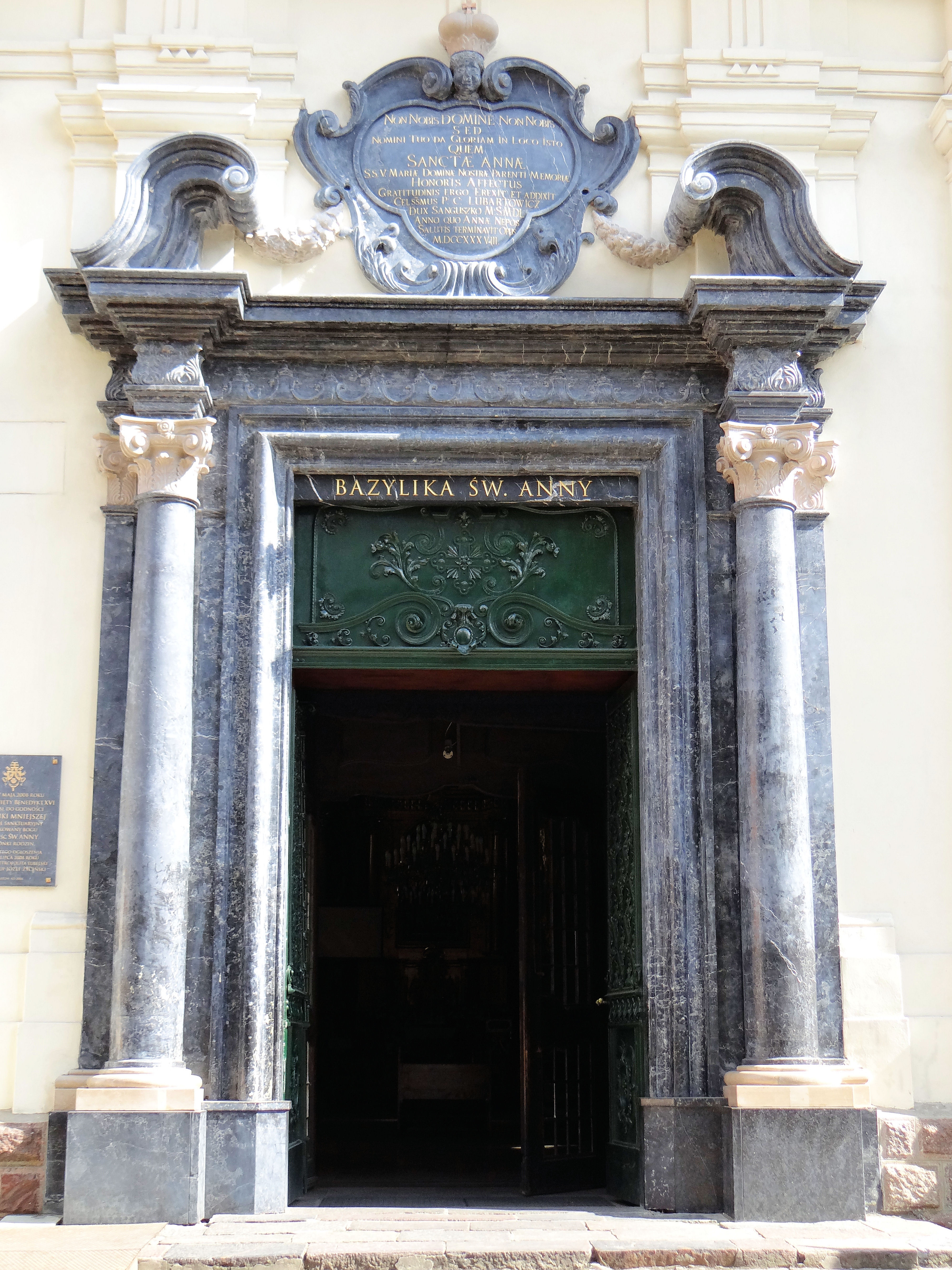
Portal wejściowy drzwi głównych
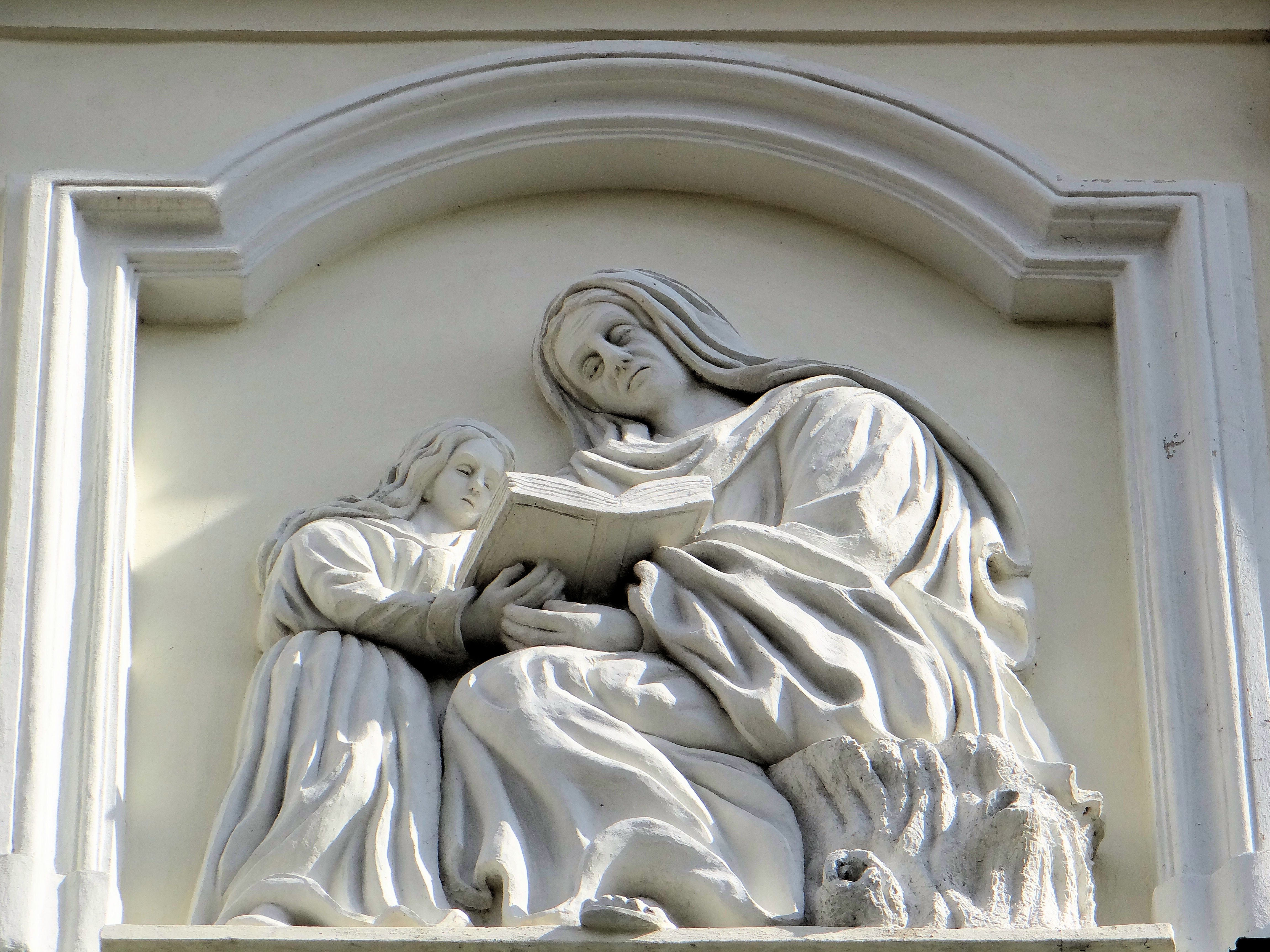
Płakorzeźba pod szczytem frontonu
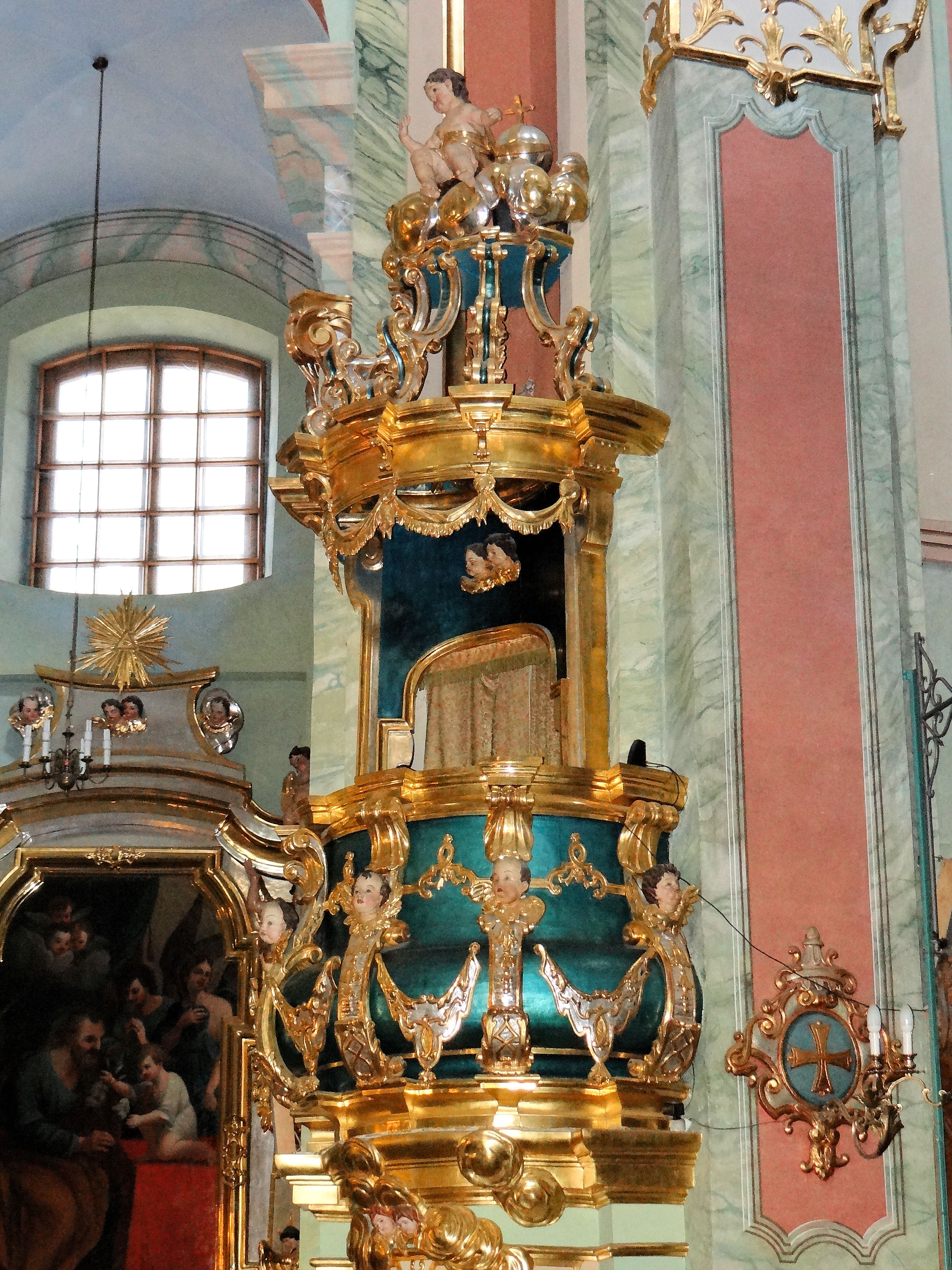
Ambona
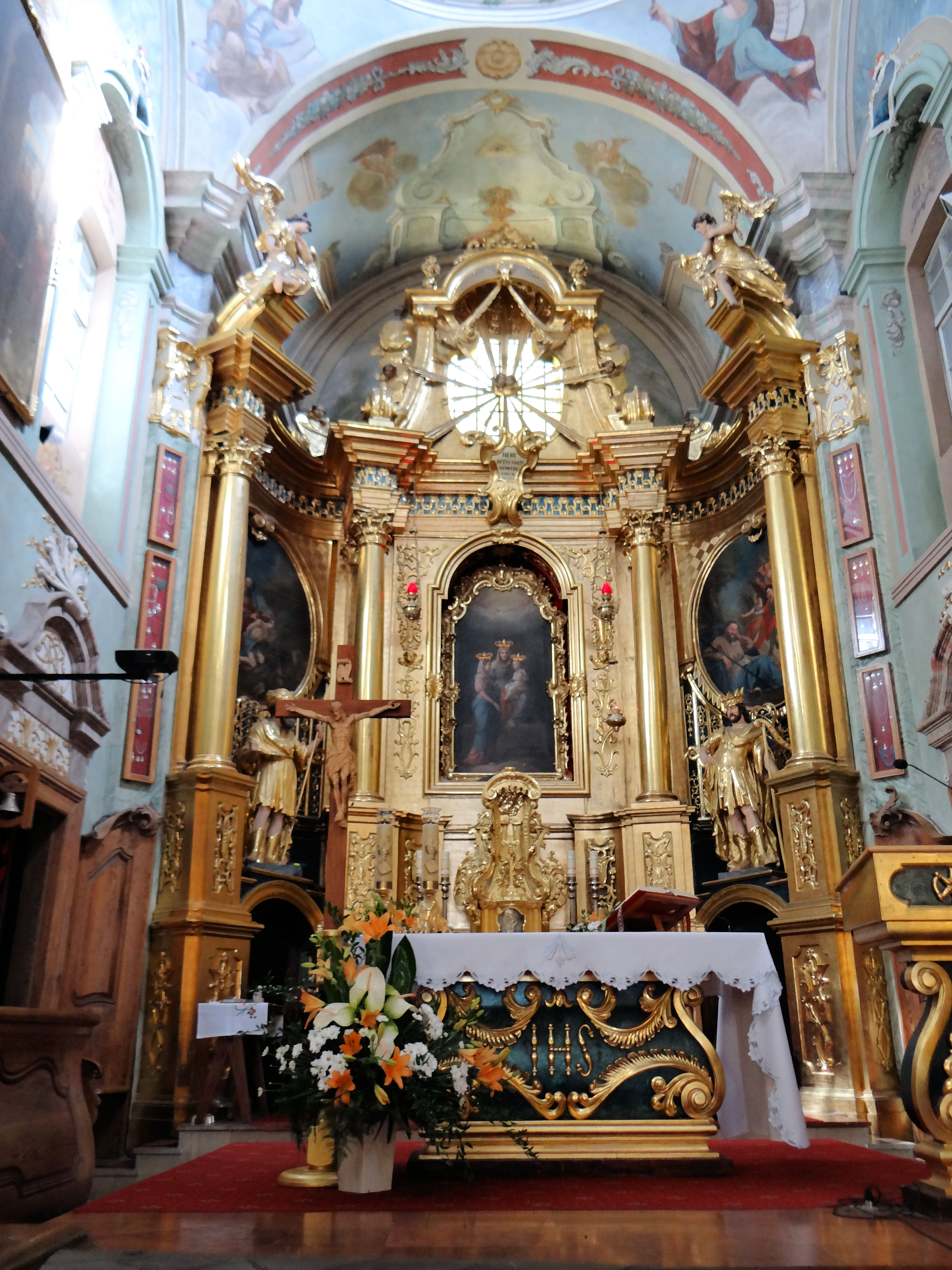
Ołtarz główny
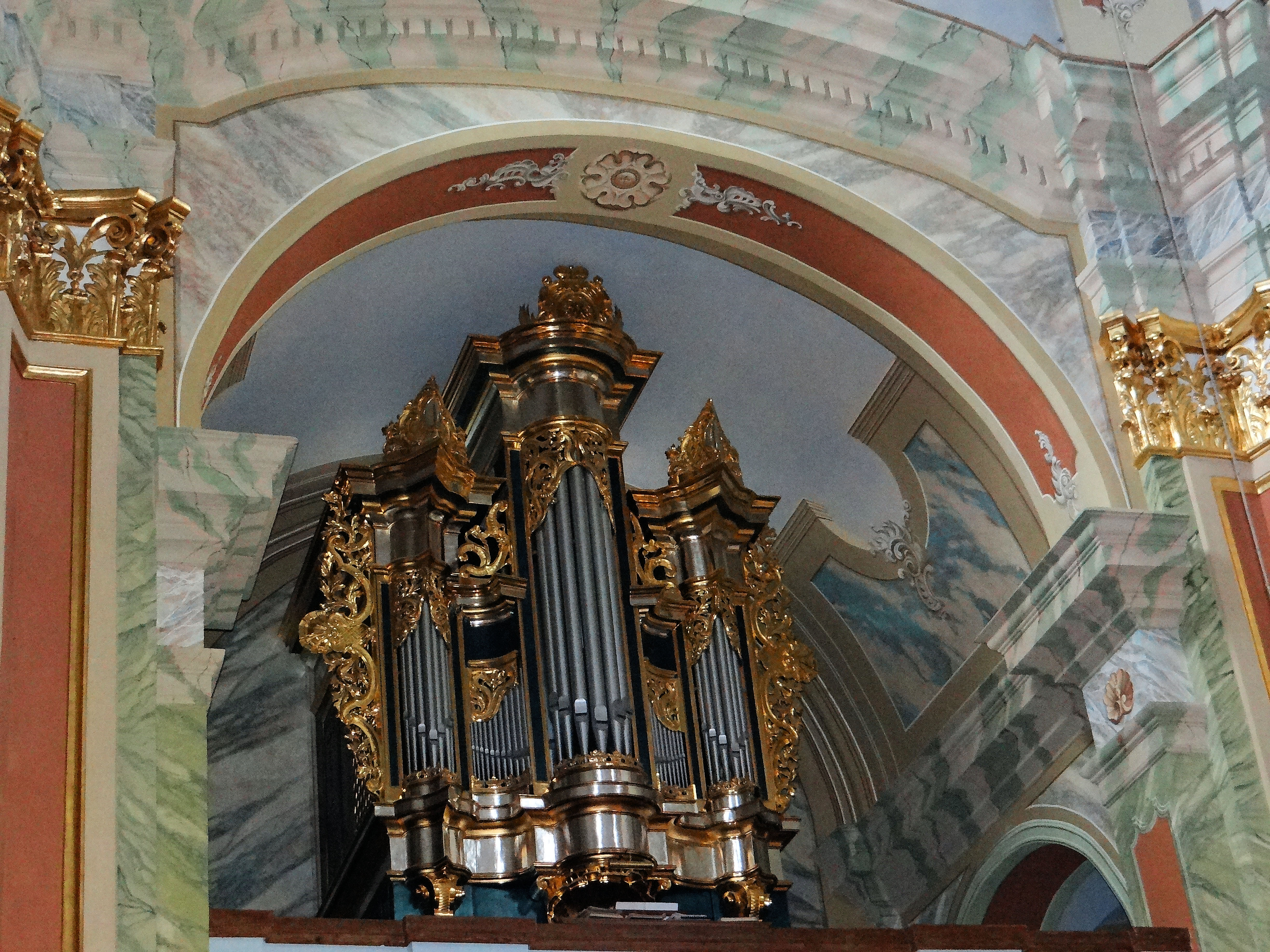
Organy i chór muzyczny
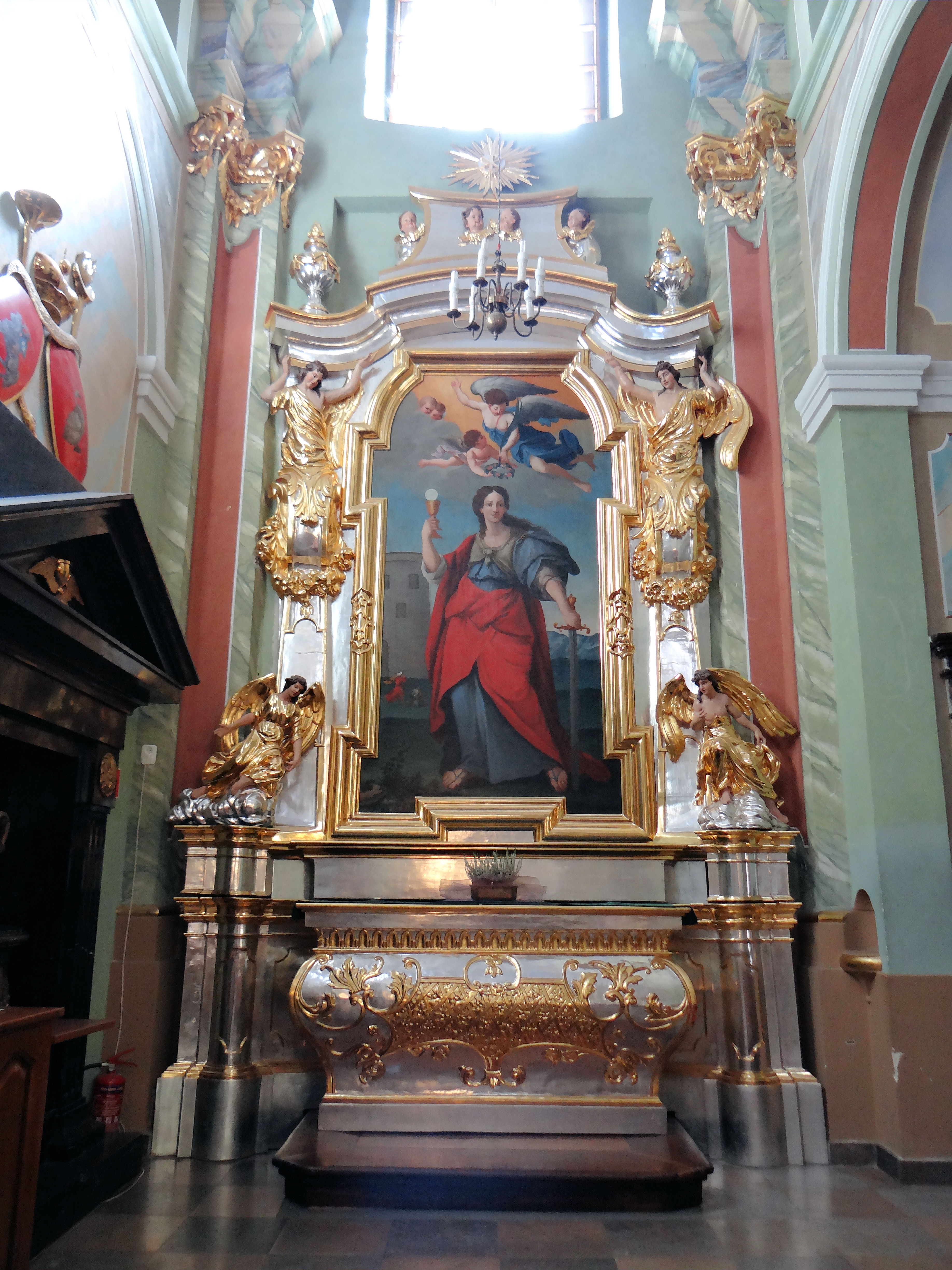
Ołtarz i obraz św. Barbary w nawie bocznej
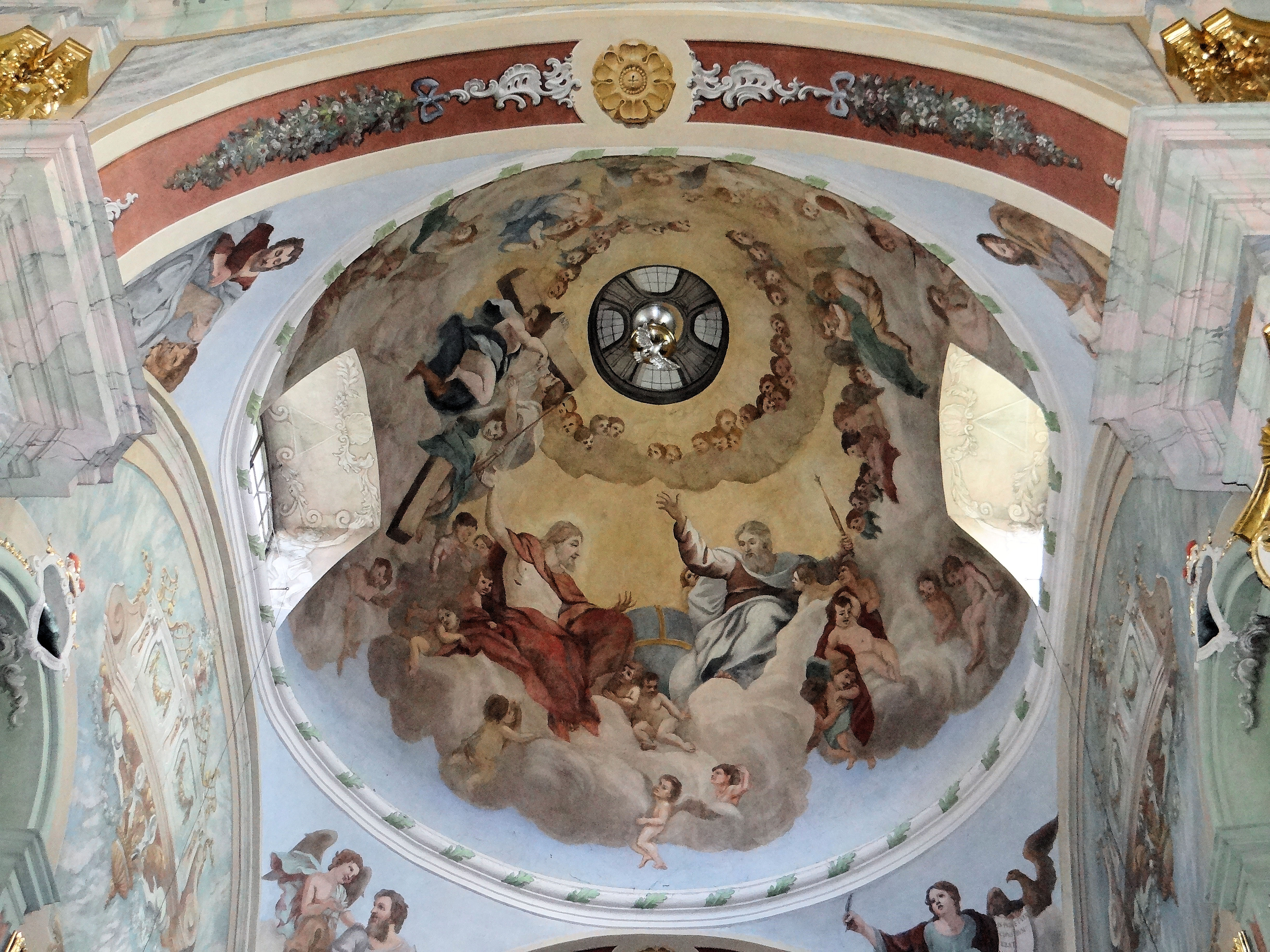
Sklepienie prezbiterium
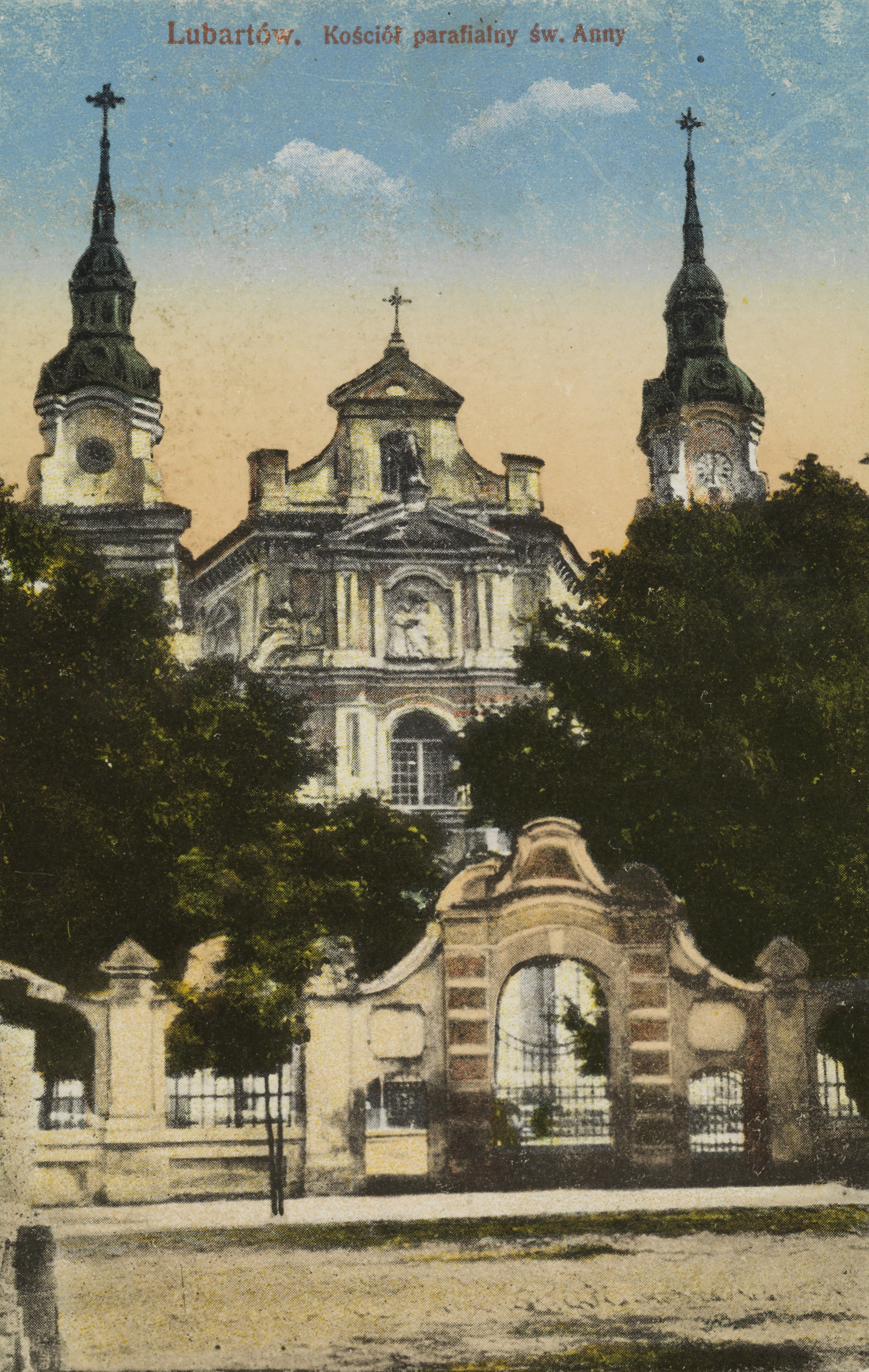
Kościół około 1924